# Mundtot
Das Adjektiv mundtot (Kompositum aus Mund und tot) ist in der deutschen Umgangssprache nurmehr in der Redensart jemanden mundtot machen, „jemanden zum Schweigen, Verstummen bringen“, gebräuchlich, die seit dem 19. Jahrhundert nachweisbar ist. Ein englischer Begriff, der seit dem 21. Jahrhundert auch im Deutschen gebräuchlich ist, lautet Silencing.
Zuvor und ursprünglich bezeichnete der Mundtod in der älteren deutschen Rechtssprache indes die Aberkennung der Geschäftsfähigkeit (bzw. Mündigkeit) wegen Verschwendungssucht; dieser Wortgebrauch ist seit Mitte des 16. Jahrhunderts bezeugt.